# I Am Not Afraid of You and I Will Beat Your Ass
I Am Not Afraid of You and I Will Beat Your Ass è il 13° album discografico in studio del gruppo musicale statunitense Yo La Tengo, pubblicato nel 2006. È il sesto disco pubblicato dal gruppo per la Matador Records.

## Tracce
1. Pass the Hatchet, I Think I'm Goodkind – 10:47
2. Beanbag Chair – 3:03
3. I Feel Like Going Home – 4:14
4. Mr. Tough – 4:06
5. Black Flowers – 4:28
6. The Race Is on Again – 4:37
7. The Room Got Heavy – 5:10
8. Sometimes I Don't Get You – 3:16
9. Daphnia – 8:51
10. I Should Have Known Better – 3:16
11. Watch Out for Me Ronnie – 3:02
12. The Weakest Part – 3:04
13. Song for Mahila – 3:40
14. Point and Shoot – 4:18
15. The Story of Yo La Tango – 11:49